# Poverty's Paradise
Poverty's Paradise è il quarto album del gruppo hip hop statunitense Naughty by Nature, pubblicato nel 1995 dalla Tommy Boy Records. L'album è stato premiato con il Grammy Award al miglior album rap.

## Distribuzione
Il disco è pubblicato in tutto il mondo nel 1995. Negli Stati Uniti, in Canada, in Francia, in Indonesia, in Germania (con EastWest), in Polonia (con EastWest e Warner Music), nei Paesi Bassi (con CNR Music), nel Regno Unito (con Big Life) e per il mercato europeo (con Warner) è distribuito da Tommy Boy; in Scandinavia è commercializzato da Mega Records e in Giappone dalla Sony Records.
| Recensione           | Giudizio |
| -------------------- | -------- |
| AllMusic             | [ 1 ]    |
| Entertainment Weekly | A        |
| Robert Christgau     | A-       |
| Chicago Tribune      | [ 5 ]    |
| Rolling Stone        | [ 6 ]    |
| Q                    | [ 7 ]    |
| The Source           | [ 7 ]    |

## Tracce
Musiche di Naughty by Nature (tracce 1-2, 4-7, 9-14, 16-17 e 19-21), Minnesota (tracce 3 e 15), Bryce (traccia 8), Kyd Nice (traccia 18).
1. Intro Skit – 0:38
2. Poverty's Paradise – 1:01
3. Clap Yo Hands – 4:39
4. City Of Ci-Lo – 3:13
5. Hang Out and Hustle (feat. Cruddy Click & Road Dawgs) – 3:15
6. It's Workin' (feat. Rottin Raskalz) – 4:06
7. Holdin' Fort – 3:34
8. Chain Remains – 4:33
9. Feel Me Flow – 3:33
10. Craziest – 4:12
11. Radio Skit – 0:09
12. Sunshine – 3:13
13. Webber Skit (Chris Webber) – 0:19
14. Respect Due – 3:03
15. World Go Round – 3:06
16. Klickow-Klickow (feat. Cruddy Click, Road Dawgs & Rottin Raskalz) – 5:00
17. Double I Skit – 0:13
18. Slang Bang – 3:42
19. Shout Out (feat. Gordon Chambers) – 7:02
20. Outro – 0:27
21. Connections (feat. Cruddy Click, Kandi Kain & Road Dawgs) – 3:10

## Classifiche

### Classifiche settimanali
| Classifica (1995)         | Posizione massima |
| ------------------------- | ----------------- |
| Stati Uniti               | 3                 |
| US Top R&B/Hip-Hop Albums | 1                 |

### Classifiche di fine anno
| Classifica (1995)         | Posizione massima |
| ------------------------- | ----------------- |
| Stati Uniti               | 121               |
| US Top R&B/Hip-Hop Albums | 47                |